# Homo antecessor
Homo antecessor là một chủng người có niên đại từ 800.000 đến 1,2 triệu năm trước, đã được phát hiện bởi Eudald Carbonell, Juan Luis Arsuaga và JM Bermudez de Castro. H. antecessor là một trong những chủng người được biết đến sớm nhất ở châu Âu.

## Quan hệ
Nhiều nhà khảo cổ và nhân chủng học đã tranh luận việc H. antecessor có liên quan đến các loài Homo châu Âu khác như thế nào, với ý kiến cho rằng đó là một giai đoạn tiến hóa giữa H. ergaster và H. heidelbergensis, mặc dù Richard Klein cho rằng đó là một loài riêng biệt đã tiến hóa từ H. ergaster.
Một số nhà khoa học cho rằng H. antecessor là loài tương tự như H. heidelbergensis, chủng người sống ở châu Âu từ 250.000 đến 600.000 năm trước trong thế Pleistocene.

## Khai quật
Hóa thạch được bảo quản tốt nhất là hàm trên thuộc về một cá thể mười năm tuổi được tìm thấy ở Tây Ban Nha. Dựa trên các phép đo cổ từ trường, nó được cho là già hơn từ 780-857 ka. Năm 1994 và 1995, 80 mẫu hóa thạch của sáu cá nhân có thể thuộc về loài này được tìm thấy ở Atapuerca, Tây Ban Nha. Tại điểm khai đã khai thác rất nhiều mẫu với vết cắt ở những chỗ mà thịt đã bị lột khỏi xương, chỉ ra rằng H. antecessor có thể đã thực hiện hành vi ăn thịt đồng loại. 
Những dấu chân được coi là của H. antecessor có niên đại hơn 800.000 năm trước đã được tìm thấy tại Happisburgh trên bờ biển Norfolk, Anh.

## Sinh lý học
H. antecessor có chiều cao khoảng từ 1,6 đến 1,8 m (5 ½-6 feet), và đàn ông nặng tầm 90 kg (200 pound). Kích thước bộ não của họ khoảng 1.000-1.150 cm³, nhỏ hơn so với kích thước trung bình 1.350 cm³ của người hiện đại. Do khan hiếm hóa thạch nên rất ít chi tiết có thể biết được về sinh lý học của H. antecessor, tuy vậy họ có vẻ khỏe khoắn hơn H. heidelbergensis.
Theo Juan Luis Arsuaga, một trong những đồng giám đốc khai quật ở Burgos, H. antecessor rất có thể thuận tay phải, một đặc điểm làm cho loài này khác với các loài người khác. Giả thuyết này được dựa trên các kỹ thuật chụp cắt lớp. Arsuaga cũng tuyên bố rằng tần số nghe được của H. antecessor tương tự như H. sapiens, điều khiến cho ông nghi ngờ rằng H. antecessor đã sử dụng một loại ngôn ngữ biểu tượng và có khả năng lý luận. Đội Arsuaga hiện đang nghiên cứu sơ đồ DNA của H. antecessor.
Dựa trên mô hình mọc răng, các nhà nghiên cứu cho rằng H. antecessor có các giai đoạn phát triển tương tự như H. sapiens, mặc dù có lẽ với tốc độ nhanh hơn. Các chi tiết nổi bật khác được mô tả về loài này là một cụm thùy chẩm lồi ra, trán thấp, và cằm thiếu độ khỏe. Vài chi tiết nêu trên gần như không thể phân biệt với hóa thạch thuộc về cậu bé Turkana 1,5 triệu năm tuổi, thuộc chủng H. ergaster.